# ستيفن جي. كيرتز
ستيفن جي. كيرتز (بالإنجليزية: Stephen G. Kurtz) هو مدرس أمريكي، ولد في 9 سبتمبر 1926 في بوفالو في الولايات المتحدة، وتوفي في 24 يناير 2008 في واشنطن العاصمة في الولايات المتحدة.